# Feuguerolles-Bully
Pour les articles homonymes, voir Feuguerolles et Bully.
Feuguerolles-Bully est une commune française, située dans le département du Calvados en région Normandie, peuplée de 1 512 habitants (les Feuguerollais-Bulliens).

## Géographie
La commune est à l'ouest de la plaine de Caen, riveraine de l'Orne, fleuve côtier. Le bourg de Feuguerolles est à 2,5 km à l'ouest de Saint-André-sur-Orne, à 8,5 km à l'est d'Évrecy et à 11 km au sud-ouest de Caen. Le bourg de Bully est à 1,4 km au sud de celui de Feuguerolles.
| Maltot         | Maltot              | Saint-André-sur-Orne |
| Vieux          | Feuguerolles-Bully  | Saint-André-sur-Orne |
| Amayé-sur-Orne | Clinchamps-sur-Orne | May-sur-Orne         |

### Hydrographie
La commune est située dans le bassin Seine-Normandie. Elle est drainée par l'Orne, la Guigne et divers autres petits cours d'eau,.
L'Orne, d'une longueur de 170 km, prend sa source dans la commune d'Aunou-sur-Orne et se jette  dans l'embouchure de l'Orne à Merville-Franceville-Plage, après avoir traversé 60 communes. Les caractéristiques hydrologiques de l'Orne sont données par la station hydrologique située sur la commune de Saint-Martin-de-May. Le débit moyen mensuel est de 23,8 m3/s. Le débit moyen journalier maximum est de 442 m3/s, atteint lors de la crue du 6 janvier 2001. Le débit instantané maximal est quant à lui de 477 m3/s, atteint le même jour.
La Guigne, d'une longueur de 11 km, prend sa source dans la commune de Vacognes-Neuilly et se jette  dans l'Orne à Laize-Clinchamps, après avoir traversé huit communes. 

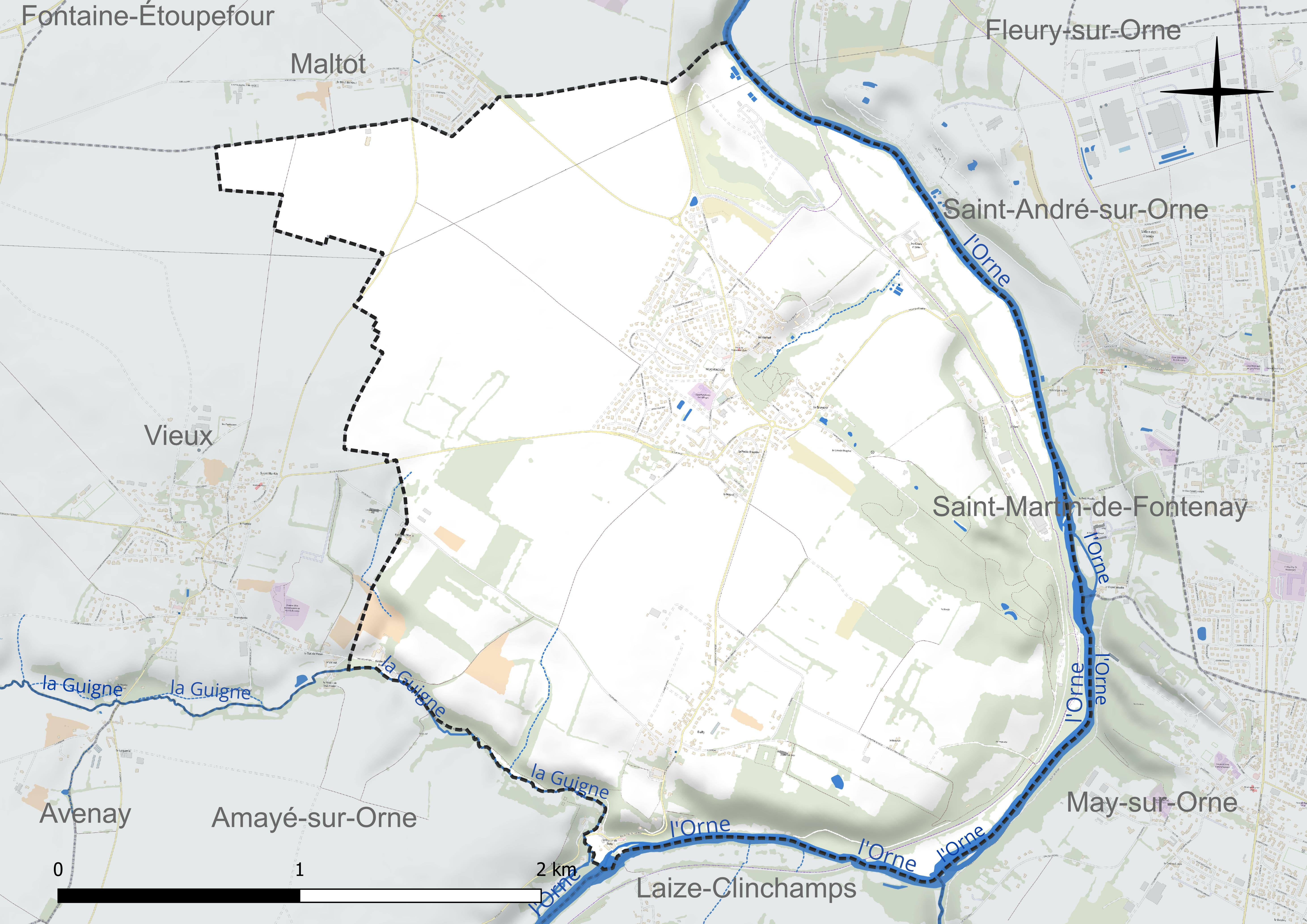
Réseau hydrographique de Feuguerolles-Bully.

### Climat
Pour des articles plus généraux, voir Climat de la Normandie et Climat du Calvados.
En 2010, le climat de la commune est de type climat océanique altéré, selon une étude du CNRS s'appuyant sur une série de données couvrant la période 1971-2000. En 2020, Météo-France publie une typologie des climats de la France métropolitaine dans laquelle la commune est exposée à un climat océanique et est dans la région climatique Normandie (Cotentin, Orne), caractérisée par une pluviométrie relativement élevée (850 mm/a) et un été frais (15,5 °C) et venté. Parallèlement le GIEC normand, un groupe régional d'experts sur le climat, différencie quant à lui, dans une étude de 2020, trois grands types de climats pour la région Normandie, nuancés à une échelle plus fine par les facteurs géographiques locaux. La commune est, selon ce zonage, exposée à un « climat des plateaux abrités », correspondant à la plaine agricole de Caen à Falaise, sous le vent des collines de Normandie et proche de la mer, se caractérisant par une pluviométrie et des contraintes thermiques modérées.
Pour la période 1971-2000, la température annuelle moyenne est de 10,6 °C, avec  une amplitude thermique annuelle de 12 °C. Le cumul annuel moyen de précipitations est de 750 mm, avec 12,3 jours de précipitations en janvier et 7,7 jours en juillet. Pour la période 1991-2020, la température moyenne annuelle observée sur la station météorologique la plus proche, située sur la commune de Carpiquet à 8 km à vol d'oiseau, est de 11,5 °C et le cumul annuel moyen de précipitations est de 740,3 mm,. Pour l'avenir, les paramètres climatiques de la commune estimés pour 2050 selon différents scénarios d'émission de gaz à effet de serre sont consultables sur un site dédié publié par Météo-France en novembre 2022.

## Urbanisme

### Typologie
Au 1er janvier 2024, Feuguerolles-Bully est catégorisée ceinture urbaine, selon la nouvelle grille communale de densité à 7 niveaux définie par l'Insee en 2022.
Elle est située hors unité urbaine. Par ailleurs la commune fait partie de l'aire d'attraction de Caen, dont elle est une commune de la couronne,. Cette aire, qui regroupe 296 communes, est catégorisée dans les aires de 200 000 à moins de 700 000 habitants,.

### Occupation des sols
L'occupation des sols de la commune, telle qu'elle ressort de la base de données européenne d'occupation biophysique des sols Corine Land Cover (CLC), est marquée par l'importance des territoires agricoles (72,5 % en 2018), en diminution par rapport à 1990 (75,3 %). La répartition détaillée en 2018 est la suivante : 
terres arables (47,9 %), prairies (19,9 %), zones urbanisées (13,5 %), forêts (10,9 %), zones agricoles hétérogènes (4,7 %), mines, décharges et chantiers (3,1 %). L'évolution de l'occupation des sols de la commune et de ses infrastructures peut être observée sur les différentes représentations cartographiques du territoire : la carte de Cassini (XVIIIe siècle), la carte d'état-major (1820-1866) et les cartes ou photos aériennes de l'IGN pour la période actuelle (1950 à aujourd'hui).

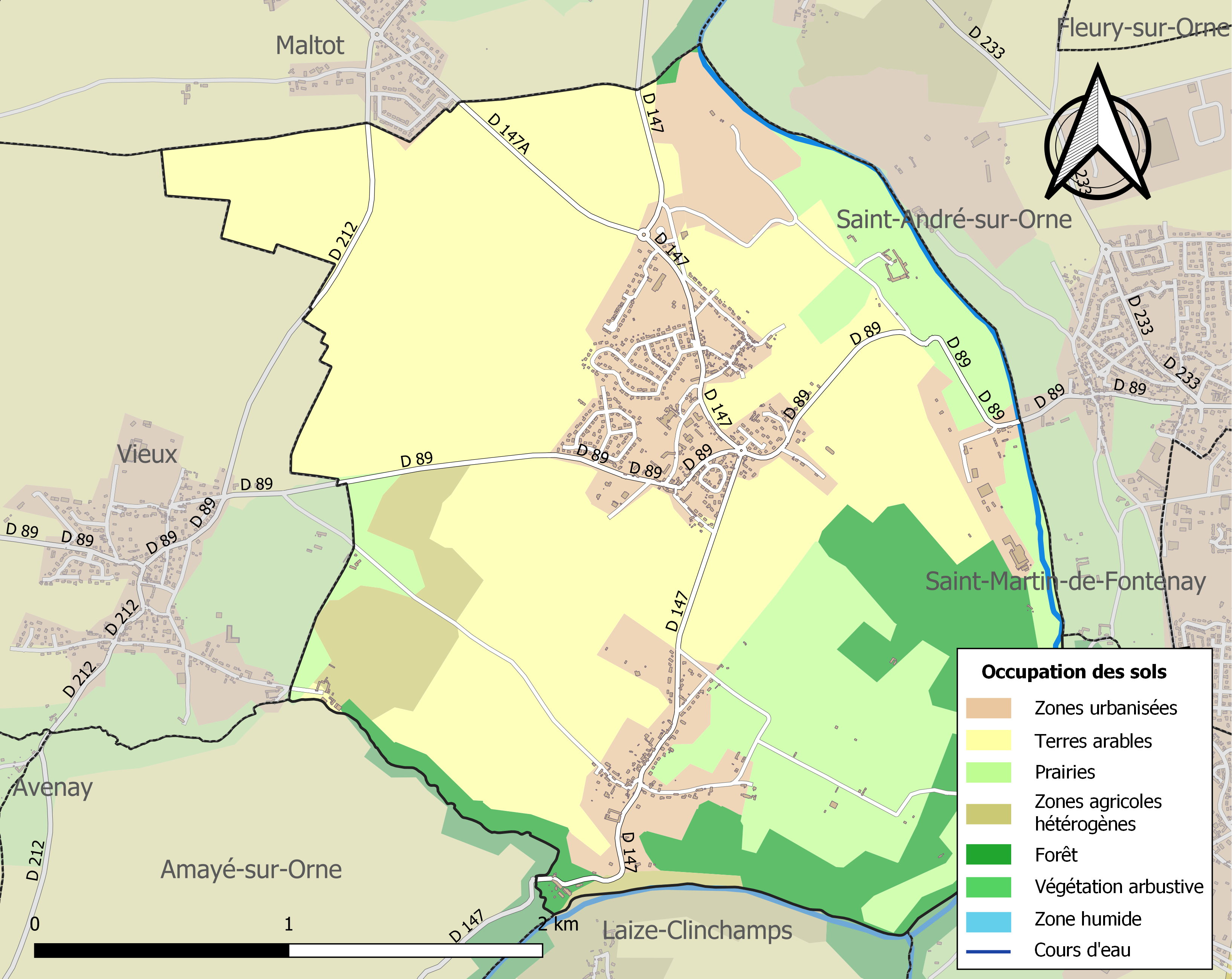
Carte des infrastructures et de l'occupation des sols de la commune en 2018 (CLC).

## Toponymie
Le nom de la localité est attesté sous les formes Felgerolœ, Filcherolœ et Filkerolœ en 1082 (charte de la Trinité) ; Feguerolles en 1084 (charte de la Trinité), Felgerolles en 1144 (livre noir de Bayeux, p. 457), Felgerollœ en 1195 et Feugueroles en 1198 (magni rotuli, p. 78) ; Feugrolles en 1371 ; Feugerolles en 1476 (cartulaire du Plessis-Grimoult, t. I, p. 3) ; Feuquerole en 1675 (carte de Petite) ; Foucquerolles en 1694 (carte de Tolin) ; Fuguerolles en 1765 ; Feuguerolles Bully en 1793 ; Fouquerolles-sur-Orne en 1801 ; Feuguerolles-Bully en 1973.
De l'oïl feuguerole, « sorte de fougère », attesté en Normandie.
Bully est une ancienne commune du Calvados et de la région Normandie. Le bourg de Bully est à 1,4 km au sud de celui de Feuguerolles.

## Histoire
En 1973, Feuguerolles-sur-Orne (448 habitants en 1968) fusionne avec Bully (118 habitants) située au sud de son territoire et qui garde le statut de commune associée. La commune résultante prend le nom de Feuguerolles-Bully,. Comme souvent dans le cas d'association, les communes tendent à garder leurs identités et s'appellent Feuguerolles-Bully-Feuguerolles et Feuguerolles-Bully-Bully[réf. nécessaire].

## Politique et administration
| Période                                  | Période       | Identité        | Étiquette | Qualité |
| ---------------------------------------- | ------------- | --------------- | --------- | ------- |
| ?                                        | 1793          | François Legras |           |         |
|                                          |               |                 |           |         |
| ?                                        | décembre 1972 | Roger Montigny  |           |         |
| Les données manquantes sont à compléter. |               |                 |           |         |

| Période                                  | Période   | Identité           | Étiquette | Qualité    |
| ---------------------------------------- | --------- | ------------------ | --------- | ---------- |
| janvier 1973                             | mars 2000 | Roger Montigny     |           |            |
| mars 2000                                | mars 2008 | Jean-Claude Rodiac |           |            |
| mars 2008                                | mars 2014 | Gérard Le Barron   |           |            |
| mars 2014                                | En cours  | Franck Robillard   |           | Enseignant |
| Les données manquantes sont à compléter. |           |                    |           |            |

Le conseil municipal est composé de quinze membres dont le maire et trois adjoints.

## Démographie
L'évolution du nombre d'habitants est connue à travers les recensements de la population effectués dans la commune depuis 1793. Pour les communes de moins de 10 000 habitants, une enquête de recensement portant sur toute la population est réalisée tous les cinq ans, les populations de référence des années intermédiaires étant quant à elles estimées par interpolation ou extrapolation. Pour la commune, le premier recensement exhaustif entrant dans le cadre du nouveau dispositif a été réalisé en 2008.
En 2022, la commune comptait 1 512 habitants, en évolution de +5,96 % par rapport à 2016 (Calvados : +1,58 %, France hors Mayotte : +2,11 %).
| 1793 | 1800 | 1806 | 1821 | 1831 | 1836 | 1841 | 1846 | 1851 |
| ---- | ---- | ---- | ---- | ---- | ---- | ---- | ---- | ---- |
| 363  | 392  | 374  | 419  | 375  | 395  | 411  | 381  | 375  |

| 1856 | 1861 | 1866 | 1872 | 1876 | 1881 | 1886 | 1891 | 1896 |
| ---- | ---- | ---- | ---- | ---- | ---- | ---- | ---- | ---- |
| 381  | 419  | 419  | 424  | 398  | 409  | 416  | 401  | 415  |

| 1901 | 1906 | 1911 | 1921 | 1926 | 1931 | 1936 | 1946 | 1954 |
| ---- | ---- | ---- | ---- | ---- | ---- | ---- | ---- | ---- |
| 498  | 512  | 449  | 472  | 444  | 495  | 417  | 425  | 373  |

| 1962 | 1968 | 1975 | 1982 | 1990  | 1999  | 2006  | 2008  | 2013  |
| ---- | ---- | ---- | ---- | ----- | ----- | ----- | ----- | ----- |
| 440  | 448  | 612  | 904  | 1 105 | 1 125 | 1 279 | 1 331 | 1 410 |

| 2018  | 2022  | - | - | - | - | - | - | - |
| ----- | ----- | - | - | - | - | - | - | - |
| 1 429 | 1 512 | - | - | - | - | - | - | - |

| 1793 | 1800 | 1806 | 1821 | 1831 | 1836 | 1841 | 1846 | 1851 |
| ---- | ---- | ---- | ---- | ---- | ---- | ---- | ---- | ---- |
| 142  | 123  | 140  | 170  | 179  | 194  | 164  | 159  | 164  |

| 1856 | 1861 | 1866 | 1872 | 1876 | 1881 | 1886 | 1891 | 1896 |
| ---- | ---- | ---- | ---- | ---- | ---- | ---- | ---- | ---- |
| 153  | 175  | 182  | 176  | 159  | 159  | 156  | 146  | 157  |

| 1901 | 1906 | 1911 | 1921 | 1926 | 1931 | 1936 | 1946 | 1954 |
| ---- | ---- | ---- | ---- | ---- | ---- | ---- | ---- | ---- |
| 158  | 164  | 156  | 118  | 162  | 167  | 134  | 120  | 135  |

| 1962 | 1968 | - | - | - | - | - | - | - |
| ---- | ---- | - | - | - | - | - | - | - |
| 140  | 118  | - | - | - | - | - | - | - |

## Lieux et monuments
- Église Saint-Martin de Bully des XIe et XIIe siècles faisant l'objet d'une inscription au titre des Monuments historiques depuis le 23 juin 1933[32]. Le tympan de cette église représente un curieux personnage écartelé entre deux félins[33], certains l'ont identifié à « Daniel dans la fosse aux lions », d'autres à une représentation de la luxure[34].
- Église Notre-Dame-de-la-Nativité de Feuguerolles (XIIe et ultérieurs).
- Croix romane du XIIe siècle (dite croix Vignoble) sur la route de Feuguerolles à Saint-André, faisant l'objet d'une inscription au titre des Monuments historiques depuis le 4 octobre 1932[35].
- Parc du château du val des Roquers, site classé depuis le 22 avril 1941[36]. Le château du XVIIe siècle a été détruit en 1944.
- Le calvaire au croisement de la route de Maltot et de la rue de la Croix.
- La statue de la Vierge Marie portant l'enfant Jésus dans la rue des Hauts-Vents.
- Le lavoir de Bully.
- La gare.

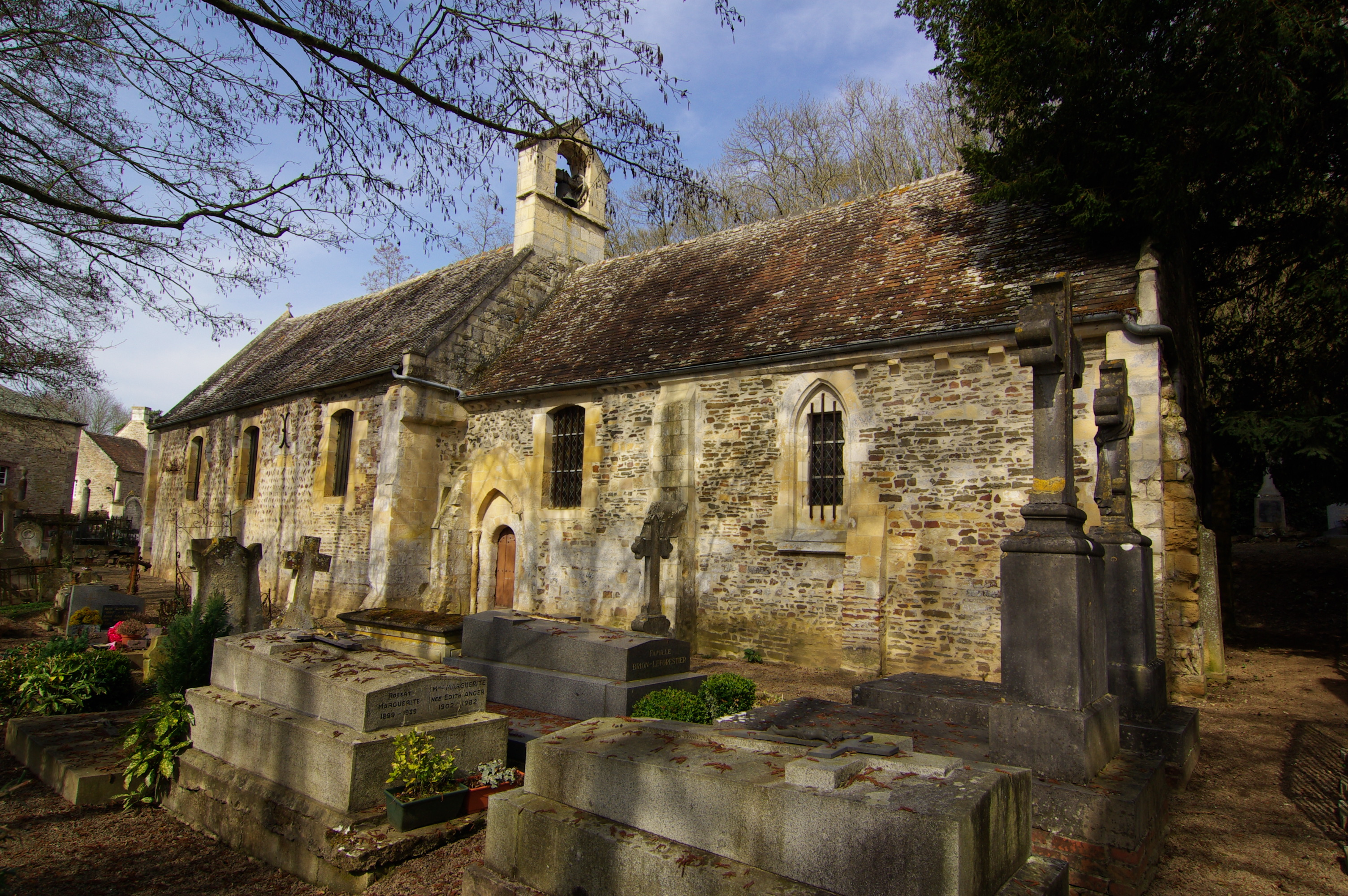
L'église Saint-Martin de Bully.
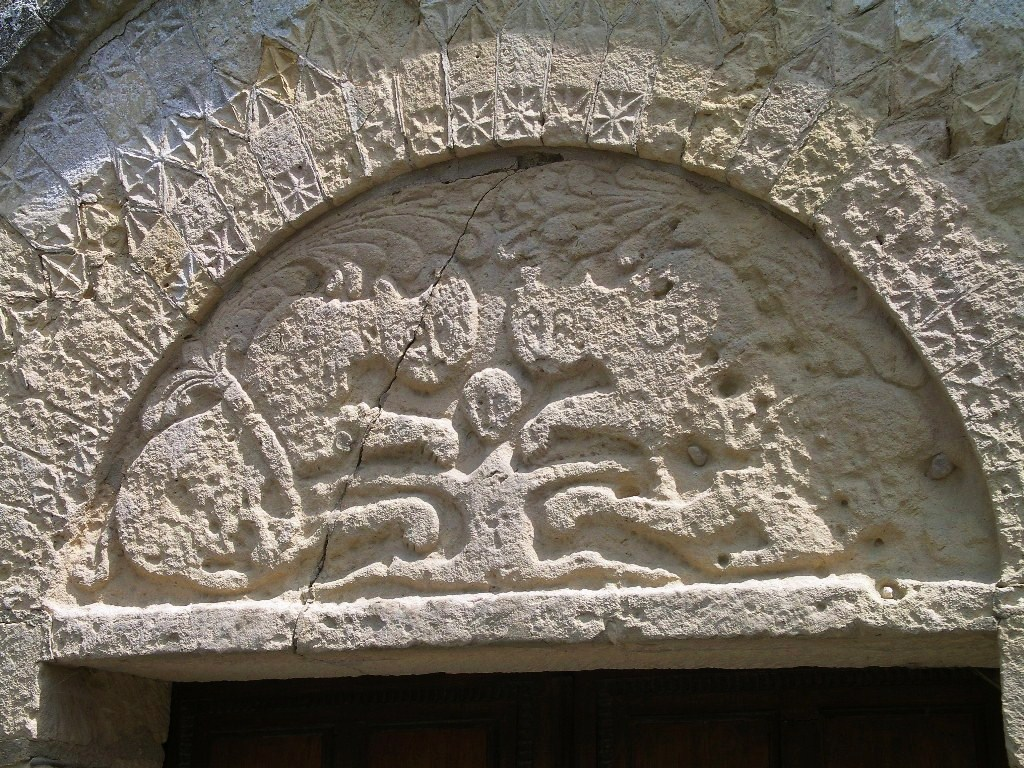
Le tympan de l'église Saint-Martin.
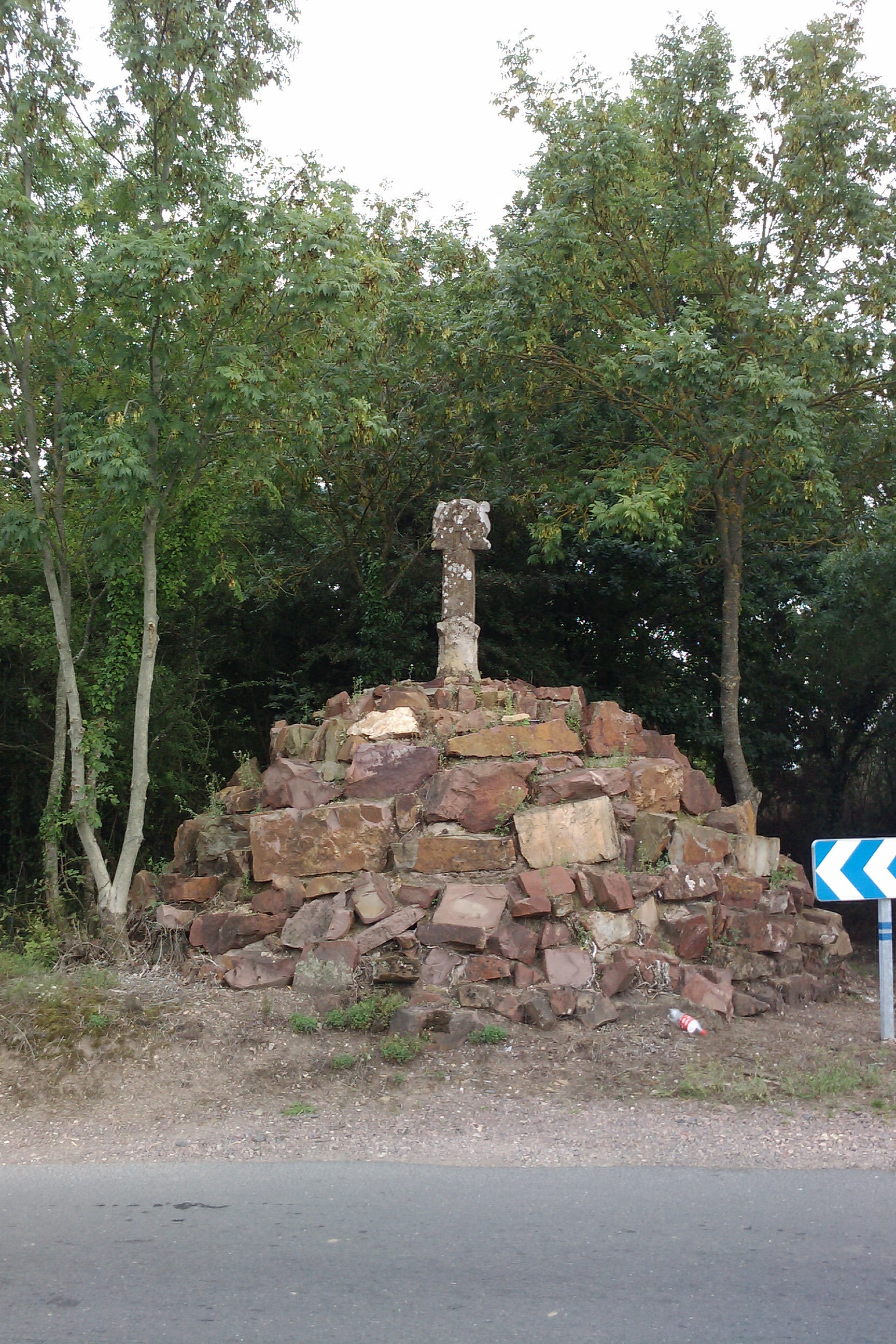
La croix romane.
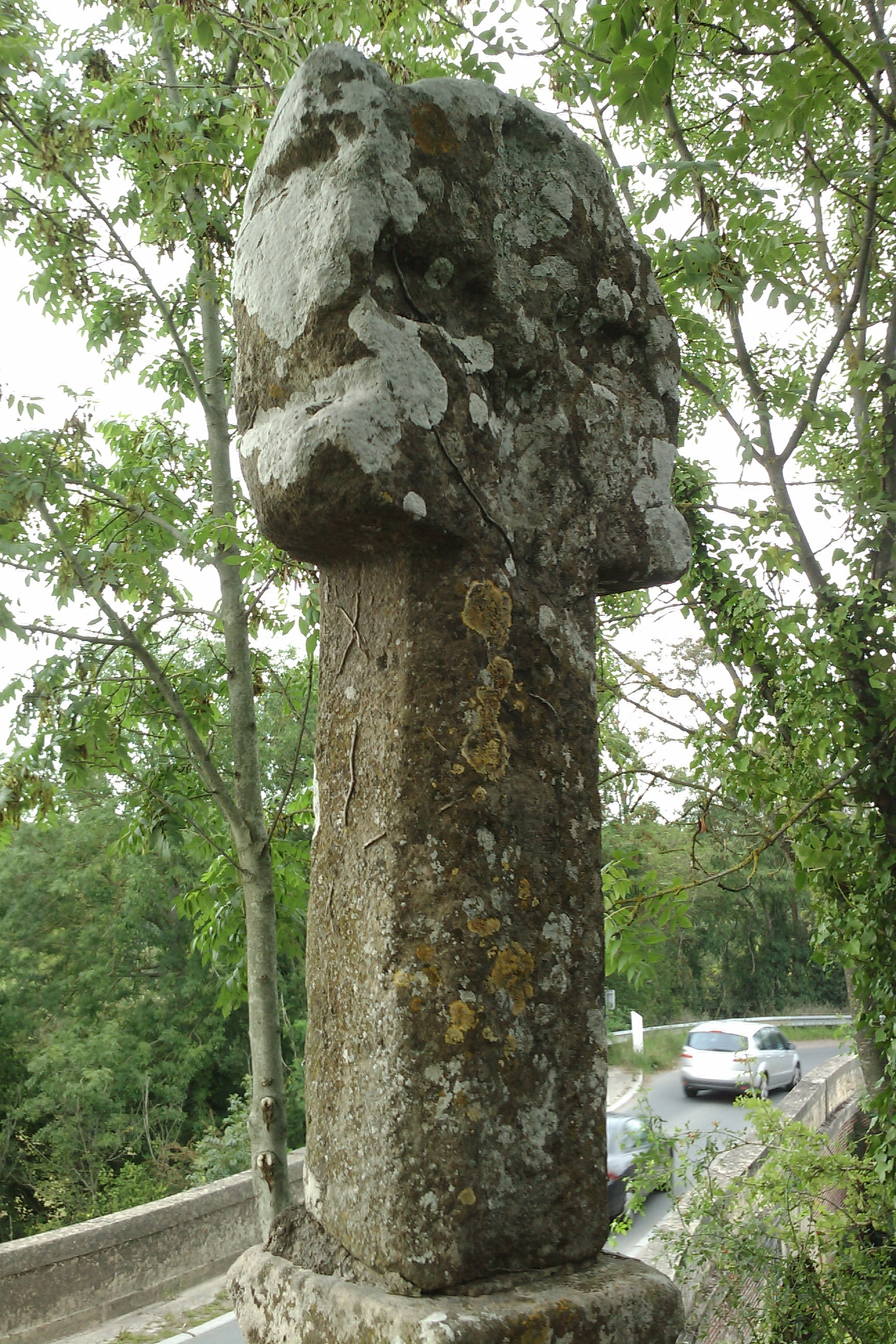
La croix romane.
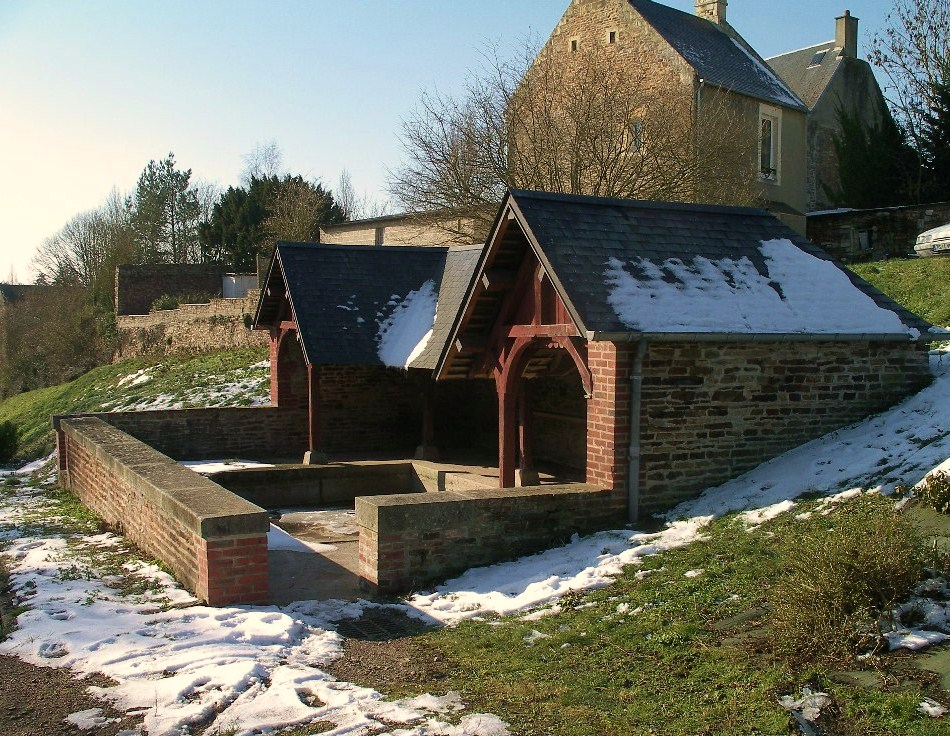
Le lavoir de Bully.
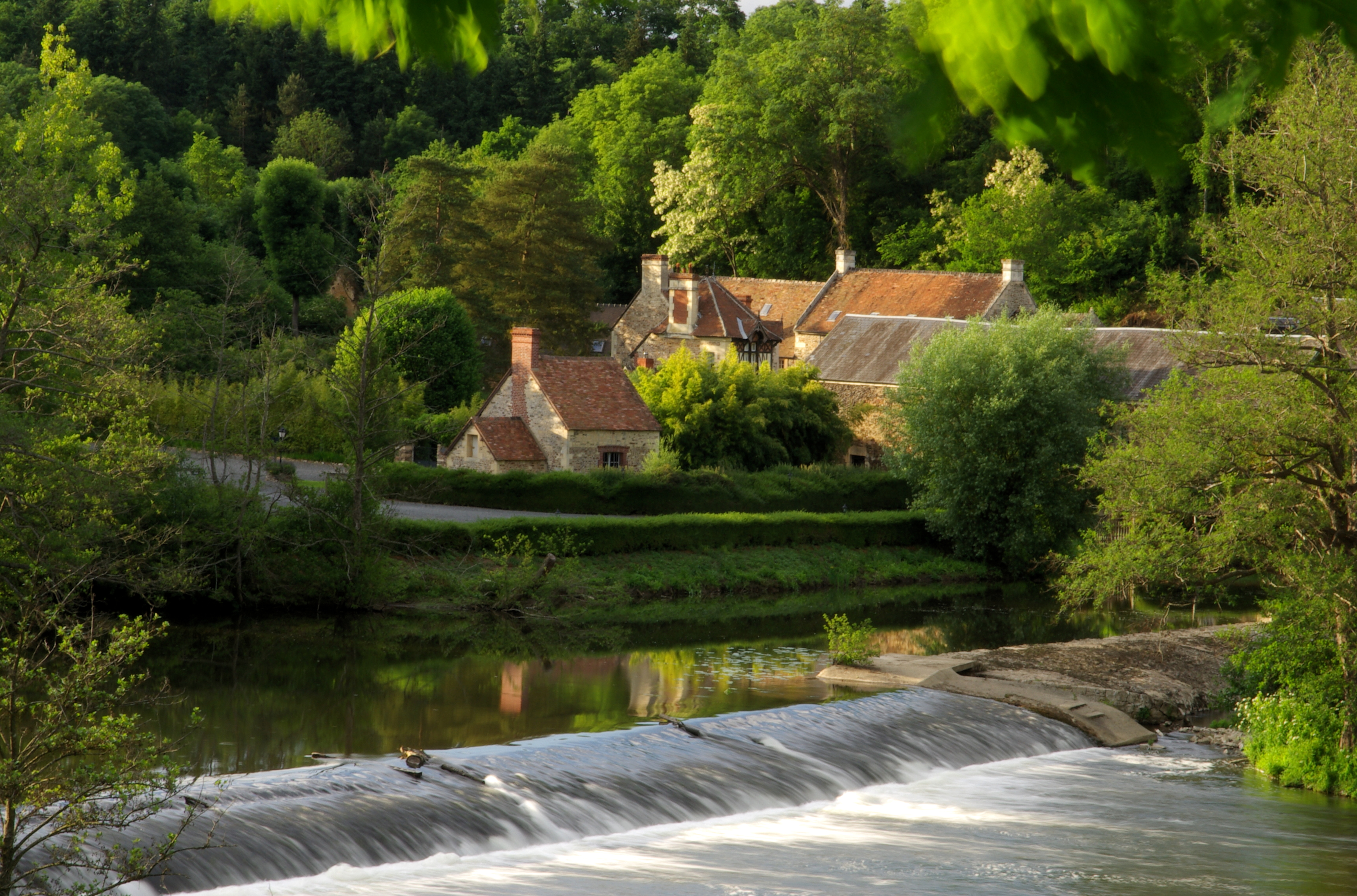
Le moulin de Bully sur l'Orne.